# 皮卡德群
数学中，环空间X的皮卡德群，是在X上可逆层（或线丛）的同构类组成群，记作{\displaystyle Pic(X)}。此群的群运算为张量积。这个群的构造理念是构造因数(除子)类群或理想类群的广域(global)版本, 这种构造在代数几何和复流形理论中广泛使用。
此外，皮卡德群也可以定义为层上同调群
{\displaystyle H^{1}(X,{\mathcal {O}}_{X}^{*}).\,}
对于积分概形,  皮卡德群同构于Cartier 因数的类群。对于复流形，指数层级数能给出对应的皮卡德群的基本信息。
因为皮卡德在代数曲面上的因数的相关研究, 这个群以他命名。

## 例子
- 一个戴德金整环的谱的皮卡德群是这个戴尔金整环的理想类群。
- 如果{\displaystyle K} 是一个域，那么其射影空间 {\displaystyle P^{n}(K)}上的可逆层是扭转层{\displaystyle {\mathcal {O}}(m),\,}所以{\displaystyle P^{n}(K)}的皮卡德群同构于{\displaystyle \mathbb {Z} }。
- 在{\displaystyle K}上有两个原点的仿射线的皮卡德群同构于{\displaystyle \mathbb {Z} }。
- {\displaystyle n}维复仿射空间的皮卡德群： {\displaystyle \operatorname {Pic} (\mathbb {C} ^{n})=0}。因为指数序列正好生成了以下上同调的长序列
{\displaystyle \dots \to H^{1}(\mathbb {C} ^{n},{\underline {\mathbb {Z} }})\to H^{1}(\mathbb {C} ^{n},{\mathcal {O}}_{\mathbb {C} ^{n}})\to H^{1}(\mathbb {C} ^{n},{\mathcal {O}}_{\mathbb {C} ^{n}}^{\star })\to H^{2}(\mathbb {C} ^{n},{\underline {\mathbb {Z} }})\to \cdots }

并且因为{\displaystyle H^{k}(\mathbb {C} ^{n},{\underline {\mathbb {Z} }})\simeq H_{\scriptscriptstyle {\rm {sing}}}^{k}(\mathbb {C} ^{n};\mathbb {Z} )} 
因为{\displaystyle \mathbb {C} ^{n}}是可收缩的 所以我们可以得出 {\displaystyle H^{1}(\mathbb {C} ^{n},{\underline {\mathbb {Z} }})\simeq H^{2}(\mathbb {C} ^{n},{\underline {\mathbb {Z} }})\simeq 0}，那么{\displaystyle H^{1}(\mathbb {C} ^{n},{\mathcal {O}}_{\mathbb {C} ^{n}})\simeq H^{1}(\mathbb {C} ^{n},{\mathcal {O}}_{\mathbb {C} ^{n}}^{\star })}
由Dolbeault-Grothendieck 引理得出以下结论, 可以应用Dolbeault 同构来计算:{\displaystyle H^{1}(\mathbb {C} ^{n},{\mathcal {O}}_{\mathbb {C} ^{n}})\simeq H^{1}(\mathbb {C} ^{n},\Omega _{\mathbb {C} ^{n}}^{0})\simeq H_{\bar {\partial }}^{0,1}(\mathbb {C} ^{n})=0}

## 皮卡德概形
我们可以在在皮卡德群（的可表示函子版本）上构造概形结构，即皮卡德概形，是代数几何中的重要工具，特别是在阿贝尔簇的对偶理论中。这种方法由Grothendieck (1962)构建，并由Mumford (1966)和Kleiman (2005)描述。